# Lingua Franca Nova
Lingua Franca Nova (wł. ‘lingua franca’ = ‘język Franków’ + łac. ‘nova’ = ‘nowa’ = „nowy język Franków”) – język planowy typu naturalistycznego zapoczątkowany przez dr. George’a Boeree.
Złożona z elementów kilku języków Europy Południowej: francuskiego, włoskiego, portugalskiego, hiszpańskiego i katalońskiego.
Występuje w dwu wersjach pisanych: posługującej się alfabetem łacińskim oraz cyrylicą.
- Lingua Franca Nova a b c d e f g i j l m n o p r s t u v x z
- Лингуа франка нова а б к д е ф г и ж л м н о п р с т у в ш з

## Gramatyka
- -s (lub -es po spółgłoskach) tworzy liczbę mnogą rzeczowników,
  - omes e femas „mężczyźni i kobiety”
- ia tworzy czas przeszły,
  - tu ia labora „pracowałeś”
- va tworzy czas przyszły,
  - tu va labora „będziesz pracował”

- dodając -nte do czasownika tworzy się imiesłów przymiotnikowy czynny, który stosuje się jako rzeczownik i przymiotnik,
  - donante „dający” (jako przymiotnik) lub „darczyńca”
- dodając -da do czasownika tworzy się imiesłów przymiotnikowy bierny, który również można stosować jako rzeczownik i przymiotnik,
  - donada „podarowany” (jako przymiotnik) lub „prezent”

- czasownik można używać jako rzeczownik,
  - nos dansa „tańczymy” i la dansa „taniec”
- w ten sam sposób przymiotnika można używać jak rzeczownika,
  - un om saja „mądry człowiek” i la sajas „mędrcy”
- nie ma rozróżnienia między przysłówkami a przymiotnikami,
  - un om felis „wesoły człowiek” i el dansa felis „tańczy wesoło”
- czasowniki nieprzechodnie stają się „sprawcze” po dodaniu dopełnienia,
  - me senta „siedzę” → me senta la familia „rozsadzam rodzinę”
- można uściślić niejasne znaczenie dodając słowa takie jak fa (robić) i se (siebie / się),
  - el senta se „siada” → el fa senta la familia „rozsadza rodzinę”

## Przykładowy tekst

Lingua Franca Nova

Ojcze Nasz
Nos Padre, ce es en sielo:
Sante es tu nome.
Tu renia va veni.
Tu vole va es fada,
en tera como en sielo.
Dona nos pan dial a nos.
Pardona nos pecas
como nos pardona los ci peca a nos.
No condui nos a tentia,
ma proteje nos de mal.
La tu es la renia, la potia,
e la gloria a tota tempo.
Lingua Franca Nova (audio)
| Lingua Franca Nova es desiniada per es un lingua vera simple, coerente, e fasil aprendeda, per comunica internasional. El ave varios cualia bon:         |
| - El ave un numero limitada de fonemes. El sona simila a italian o espaniol.                                                                             |
| - El es scriveda como el sona. No enfante deve pasa multe anios studia nonregulas.                                                                       |
| - El ave un gramatica vera simple e regula. El es min complicada en esta caso como engles o indonesian.                                                  |
| - El ave un grupo limitada e tota regula de afises produinte per crea parolas nova.                                                                      |
| - El ave regulas de la ordina de parolas bon definada, como multe linguas major.                                                                         |
| - El ave un lista de parolas fundada en la linguas roman moderne. Esta linguas es comun e influensente, e ia contribui la parte major de parolas engles. |
| - El es desiniada per es asetante natural de parolas tecnical de latina e elenica, la "norma de mundo" per fato.                                         |
| - El es desiniada per aperi plu parte "natural" per los ci comprende la linguas roman, ma no min fasil per otras.                                        |